# Radosze

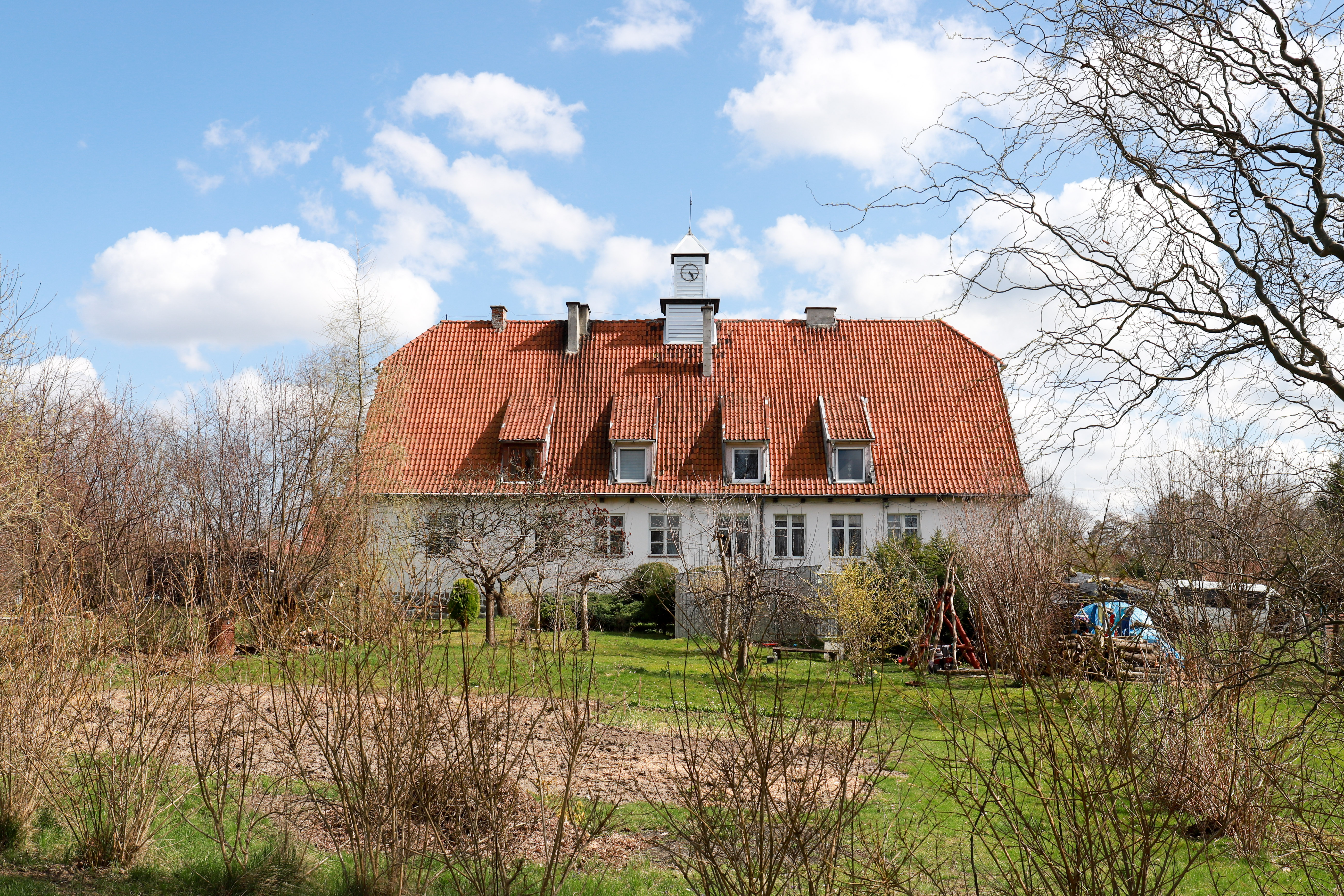
Radosze (2023)

Radosze (deutsch Freudenberg) ist ein Dorf in Polen in der Woiwodschaft Ermland-Masuren. Es gehört zur Landgemeinde Barciany (Barten) im Powiat Kętrzyński (Kreis Rastenburg).

## Geographische Lage
Radosze liegt etwa 13 Kilometer südlich der polnischen Staatsgrenze zur russischen Oblast Kaliningrad, und bis zur Kreisstadt Kętrzyn (deutsch Rastenburg) sind es 16 Kilometer in südöstlicher Richtung. 

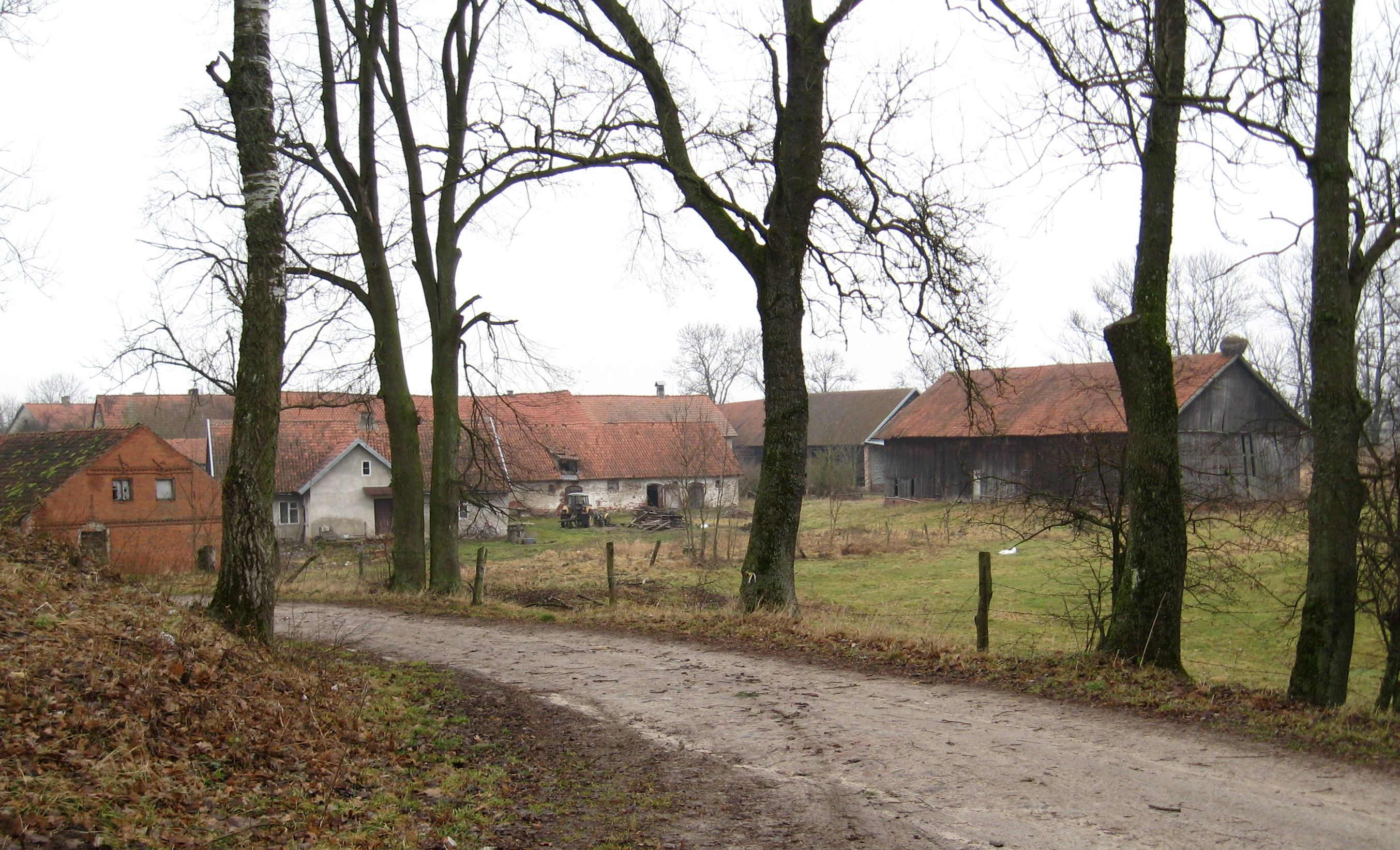
Dorfstraße in Radosze

## Geschichte

### Ortsgeschichte
Wahrscheinlich gab es vor der Besiedlung des heutigen Radosze etwas westlich auf einem Hügel eine Fliehburg der Pruzzen. Zu Zeiten der Pruzzen soll der Berg von Wasser umgeben gewesen sein.
Das Freudenberg wurde um 1370, möglicherweise aber auch schon 1352 nach deutschem Recht angelegt. Zum Dorf gehörte eine Fläche von 50 Włóka. 1785 wurde Freudenberg als „königliches Bauerndorf miz 36 Feuerstellen“ erwähnt. 1874 kam es zum neu errichteten Amtsbezirk Domäne Barten im Kreis Rastenburg und Regierungsbezirk Königsberg in der preußischen Provinz Ostpreußen. Zum Dorf Freudenberg gehörte der Wohnplatz Freudenbergswalde (polnisch Radoski Dwór), und am 13. März 1918 wurde das Grundstück Forsthaus Klingspornswalde (heute nicht mehr existent) im Gutsbezirk Dönhofstädt – im gleichnamigen Amtsbezirk – in die Landgemeinde Freudenberg umgegliedert.
Im Jahre 1929 änderte sich der Name des Amtsbezirks Domäne Barten in „Amtsbezirk Taberwiese“ (polnisch Taborzek). Der Amtsbezirk bestand bis 1945.
Im Januar 1945 marschierte die Rote Armee in der Gegend ein. Als Folge des Krieges wurde das Dorf Teil Polens und in „Radosze“ umbenannt. Im Jahr 1937 wurde das Dorf zu einem Schulzenamt (polnisch Sołectwo) in der Gemeinde Barciany (Landgemeinde Barten). Zum Schulzenamt gehörten die zwei Ortschaften Zalewska Góra und Wargity (Wargitten).
Durch zwei Verwaltungsreformen war das Dorf zwischen 1975 und 1998 Teil der Woiwodschaft Olsztyn und gehört seit 1999 zur Woiwodschaft Ermland-Masuren.

### Einwohnerentwicklung
| Jahr | Anzahl |
| ---- | ------ |
| 1820 | 275    |
| 1885 | 492    |
| 1905 | 377    |
| 1910 | 384    |
| 1933 | 481    |
| 1939 | 462    |
| 2011 | 201    |

## Kirche

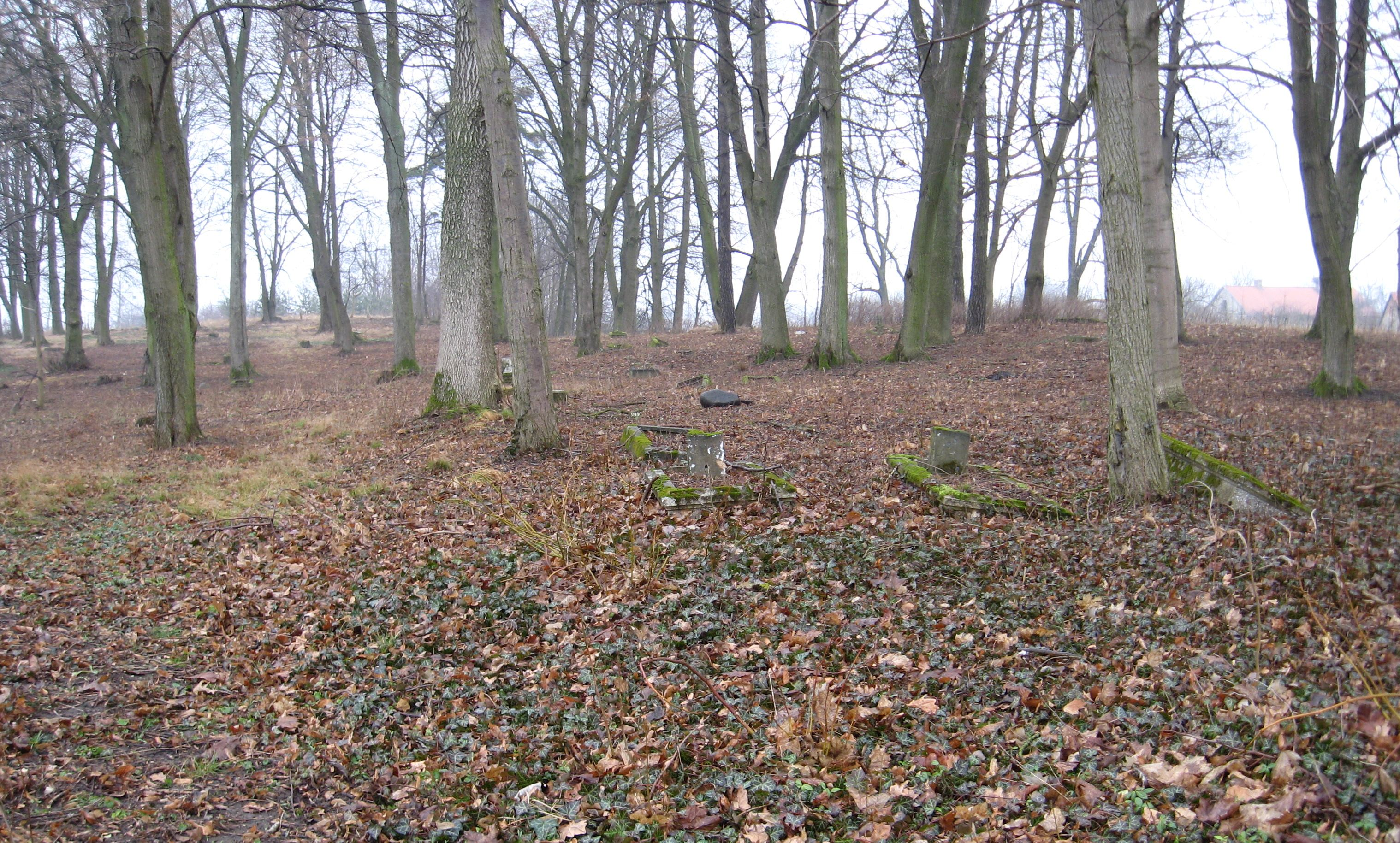
Einstiger deutscher Friedhof in Radosze

In Freudenberg soll einmal eine (katholische?) Kirche gestanden haben. Reste des steinernen Taufbeckens befanden sich vor 1945 im Garten des Schulhauses.
Vor 1945 lebten überwiegend evangelische Einwohner in Freudenberg. Sie gehörten zum Kirchspiel der Kirche Barten im Kirchenkreis Rastenburg (polnisch Kętrzyn) in der Kirchenprovinz Ostpreußen der Kirche der Altpreußischen Union. 
Heute ist die Bevölkerung Radoszes fast ausnahmslos römisch-katholischer Konfession. Die einst evangelische Kirche in Barciany dient heute als katholische  Pfarrkirche im Dekanat Kętrzyn II (Nord-Ost) des Erzbistums Ermland in der Katholischen Kirche in Polen. 
In Radosze lebende evangelische Kirchenglieder sind jetzt der Kirchengemeinde in Kętrzyn zugeordnet, die in Barciany eine Kapelle als Gotteshaus unterhält und zur Diözese Masuren der Evangelisch-Augsburgischen Kirche in Polen gehört.

## Schule
1808 gab es in Freudenberg eine Schule, die von 33 Schulkindern besucht wurde, 1823 waren es 55.

## Verkehr

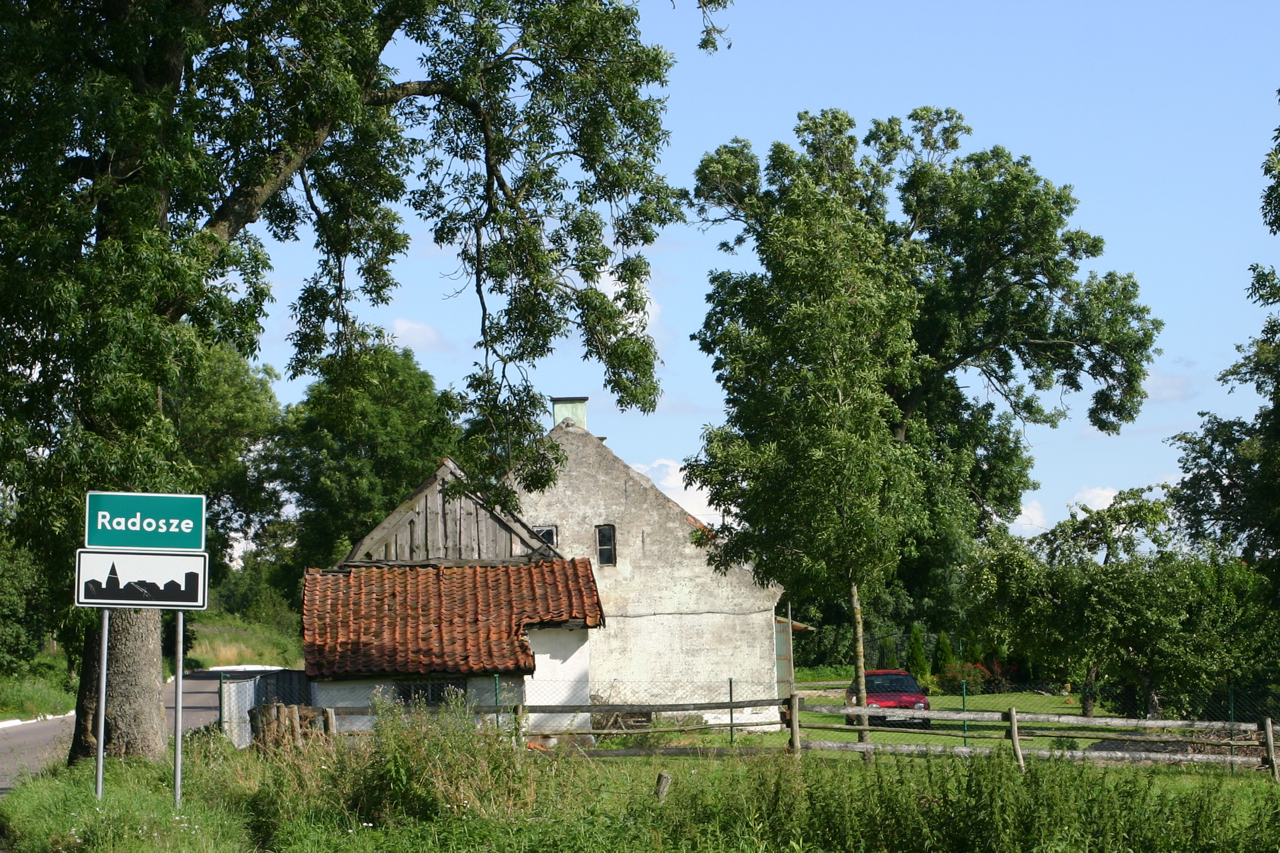
Ortseingang Radosze (2009)

Durch Radosze führt die Woiwodschaftsstraße 590. Diese mündet etwa 3 Kilometer östlich in die Woiwodschaftsstraße 591 (ehemalige deutsche Reichsstraße 141) etwas nördlich von Barciany (Barten). In westlicher Richtung führt sie nach etwa 13 Kilometern durch Korsze (Korschen).
In Korsze befindet sich auch die nächste Bahnstation, alternativ gibt es eine Bahnstation im etwa genauso weit entfernten Kętrzyn. Beide Orte bieten Direktverbindungen nach Olsztyn (Allenstein) und Posen bzw. Ełk (Lyck) und Białystok. 
Der nächste internationale Flughafen ist der Flughafen Kaliningrad, welcher sich etwa 85 Kilometer nordwestlich auf russischem Hoheitsgebiet befindet. Der nächste internationale Flughafen auf polnischem Staatsgebiet ist der etwa 190 Kilometer westlich gelegene Lech-Wałęsa-Flughafen Danzig.